# Erika Buenfil
Teresa de Jesús Buenfil López (Monterrey, Nuevo León, 23 de noviembre de 1963), conocida como Erika Buenfil, es una actriz  y actualmente youtuber mexicana.

## Biografía
Nació el 23 de noviembre de 1963 en Monterrey, Nuevo León México.[cita requerida]  Es la menor de cuatro hermanos, hijos de María Martha López y José Luis Buenfil.
Ha incursionado en el mundo de la actuación mediante cine, teatro y televisión, en donde es más conocida, en la conducción y finalmente, en el canto, donde grabó tres discos: Se busca un corazón (1986), Soy mujer (1988) y Cerca de ti (1990). En 1986 el productor Eugenio Cobo selecciona el tema "Perdóname" como tema oficial de la segunda etapa de la telenovela Cicatrices del alma, que fue protagonizada por Norma Herrera.
A inicios de los 70 ella fue con su hermana a un casting para un programa de niños, en la que finalmente quedó seleccionada; "Cinelandia", "Festivaleando" y "La hora de la merienda con Teresita"no fue más que los primeros pasos de aquella estrella naciente que estaba a punto de triunfar por lo grande. 
Cabe destacar que a los ocho años participaba como edecán infantil junto al tío Gamboin, en su programa de juegos y caricaturas: "Una tarde de Tele"; y a los diez años junto al tío Rodolfo como Teresita en su natal Monterrey. 
Después de esas oportunidades como conductora infantil, al entrar a la adolescencia también hizo algunos comerciales para televisión.
Su primera oportunidad como actriz la obtuvo en la telenovela Acompáñame (1977), bajo las órdenes de la productora Irene Sabido, siguiendo con pequeños papeles en El amor llegó más tarde, La llamada de tu amor y Añoranza en 1979; un año después, en 1980, participó en Lágrimas negras y en manos de Ernesto Alonso hizo Conflictos de un médico con su compañera y amiga Victoria Ruffo, hasta que el mismo productor le ofreció su primer papel estelar en una telenovela, Aprendiendo a amar (1980) interpretando a la antagonista juvenil.
Le siguieron "Ambición" (1980) con Edith González en los roles juveniles, y El derecho de nacer (1981) con Verónica Castro, interpretando a Isabel Cristina del Junco.
En 1982 viaja a Veracruz, en donde conduce el famoso programa "XE-TU", con René Casados; un éxito más llegaba con El maleficio (1983), al lado de Ernesto Alonso y Jacqueline Andere, en el cual interpretó a Vicky de Martino.[cita requerida]
1985, año en el que Erika obtuvo su primer protagónico, al lado de Sergio Goyri en la telenovela Angélica en donde también interpretó el tema principal de la novela, luego protagonizó "El engaño" (1986, transmitida por XHGC Canal 5) en el papel de Marcela, mientras lanzaba su primer disco musical "Se busca un corazón".
Pasaron tres años, y después de haber finalizado su segundo álbum musical "Soy mujer", llegaría a la vida de la Buenfil su consolidación como actriz gracias al éxito como protagonista en Amor en silencio (1988) producida por Carla Estrada, en donde interpretó dos personajes, Ana y Marisela Ocampo.
Luego de una pausa en su carrera en TV, y haber incursionado en cine con las películas "Cementerio del terror", "Ladrones de tumbas", entre otras, Erika decide finalizar su paso por la música con su último disco, "Cerca de ti". Llega 1991 y protagoniza la telenovela Vida robada a lado de Sergio Goyri, con quien ya había protagonizado Angélica en 1985.
Se dedicó a trabajar por una buena temporada en el teatro en obras como "Nuestro Amor de cada día" y "Como tú lo deseas". En 1993 hizo casting para protagonizar la telenovela Corazón salvaje, sin embargo el productor le ofreció interpretar el rol antagónico de la trama, por lo cual Erika se rehusó a actuar en dicha telenovela, una semana más tarde se comunicó con la producción pues había cambiado de opinión, pero el personaje ya había quedado en manos de la actriz Ana Colchero. En los años siguientes trabajó como conductora en especiales televisivos de año nuevo, en los premios TVyNovelas de 1995, y en la serie "Mujer Casos de la Vida Real", más los productores de telenovelas le habían dado la espalda, por lo cual decidió hablar con los ejecutivos de la empresa para buscar un mejor trato de su parte. En 1996 Juan Osorio hizo que regresará a la televisión para protagonizar la telenovela Marisol al lado de Eduardo Santamarina y Claudia Islas, logrando un éxito más en su carrera, siendo la telenovela más exitosa de ese año para Televisa, debido a que en ese año entró con más fuerza la competencia TV Azteca. La telenovela no solo fue exitosa en México sino en otros países de América Latina y Europa, a los cuales tuvo que ir a promocionar esta historia.
Después de varios viajes, regresó a México y se le ofreció protagonizar El alma no tiene color (1997), sin embargo rechazó el papel y solamente realizó una actuación especial en 10 episodios de la telenovela; a finales de 1998 protagonizó la exitosa Tres mujeres junto a Norma Herrera y Karyme Lozano, la telenovela se estrenó en 1999 y gracias al gran éxito logrado su productor decidió alargarla, el final de esta historia fue hasta mediados de 2000, con 275 episodios emitidos. Ese mismo año realiza una actuación especial en la telenovela Carita de ángel, para luego, protagonizar Así son ellas (2002) en el papel de Dalia Marcelín.
A finales de 2003 comienza a grabar Amarte es mi pecado, en donde regresa en una producción de Ernesto Alonso en el papel de una villana, Gisella López de Monfort; meses después, protagoniza "Corazones al límite" (2004) al lado de Arturo Peniche, ambos llevaron el rol de los protagónicos adultos en esta trama juvenil; a mediados de la grabación de esta telenovela, Erika se entera de que está próxima a ser mamá, por lo que al finalizar grabaciones se fue a su natal Monterrey. En febrero de 2005 Erika da a luz al pequeño Nicolás de Jesús, siendo Ernesto Zedillo Jr. su padre.
Meses después, Erika regresa a los escenarios del teatro con la obra "Una cena con-movida" y al año siguiente vuelve a las pantallas con una participación protagónica en la telenovela "Duelo de pasiones" al lado de Ludwika Paleta, Pablo Montero y Sergio Goyri.
En 2007 fallece la madre de Erika, María Martha, quien era una amiga incondicional para ella; a pesar de este dolor, Erika salió adelante y siguió trabajando, por lo que regresa a la televisión en la telenovela "Amor sin maquillaje" (2007) con una participación especial y forma parte de la conmemoración de los 50 años de las telenovelas, participando en diferentes eventos de dicha celebración.
En 2008 Erika regresa a las telenovelas en Tormenta en el paraíso producida por Juan Osorio, en el papel de la villana Patsy. Ese mismo año, Erika realizó una actuación especial en la telenovela Mañana es para siempre producida por Nicandro Díaz, en donde compartió créditos con Lucero y Rogelio Guerra.
A inicios de 2009, la regia actriz es requerida para la reapertura de la obra "Una cena con movida" la cual duró cerca de tres meses con mucho éxito. A mediados de agosto, fue llamada para la obra teatral 12 mujeres en Pugna. Finalmente, al cierre de este año, Erika forma parte de la telenovela Mar de amor en la cual personificó a "Casilda" madre de la protagonista de la historia, en esta ocasión compartió créditos con Zuria Vega, Mario Cimarro y Mariana Seoane.
Erika regresa a las pantallas con Triunfo del amor en donde comparte créditos con Victoria Ruffo y Maite Perroni, a finales de 2010, meses después de haber concluido con las grabaciones de la anterior telenovela mencionada.
Finalizado la telenovela Triunfo del amor en 2011, Erika es llamada por productor teatral Rubén Lara, para que ésta protagonizara el monólogo titulado "Mujer busca hombre impotente para ser feliz", el cual le valió para ser considerada y finalmente elegida, por el productor Nicandro Díaz, como la protagonista de la telenovela estelar de 2012 Amores verdaderos en donde se reencuentra con su compañero Eduardo Yáñez con quién protagoniza esta exitosa historia.
Erika nuevamente es solicitada por el productor Rubén Lara y dirigida por Salvador Garcini para estrenar un nuevo monólogo, el cual se titula Volver al Amor (Shirley Valentine). Esta puesta en escena del monólogo se estrenó el 19 de julio de 2013 en Teatro Telón de Asfalto de la Ciudad de México.
Erika regresa nuevamente a la pantalla chica después del gran éxito de Amores verdaderos a través de la telenovela La gata, dando vida al personaje de Fela (La Loca).
En febrero de 2015 Se estrena la obra de teatro "Infidelidades", en la cual Erika da vida al personaje de "Fabiola" con la que comparte créditos con Lourdes Munguía, Omar Fierro, Alfredo Adame y Alejandra Redondo. Denominada como una de las mejores obras de México y la primera en ser elegida para participar en un teatro en Broadway. 
En septiembre de 2015, Erika fue llamada por el productor Carlos Moreno Laguillo para unirse al elenco de la segunda etapa de la telenovela A que no me dejas, recordando que esta es una adaptación de la telenovela estelar de 1988, Amor en silencio. En esta nueva versión, Erika interpretó el personaje de Angélica, compartiendo créditos con Camila Sodi, Arturo Peniche (con quien trabajó en la primera parte de Amor en silencio) y el también primer actor César Évora. 
En 2017 participó en la telenovela La doble vida de Estela Carrillo en donde hizo el papel de Mercy, una de las villanas de la historia. Compartió roles con Ariadne Díaz, David Zepeda, África Zavala y Danilo Carrera.
Regresa al Teatro con la obra El Padre compartiendo el escenario con Ignacio López Tarso, Sergio Basáñez, Lucero Lander, Lizardo y un gran reparto.
En 2019 realiza una participación especial en la segunda temporada de Por amar sin ley, interpretando a la madre de Sofía, personaje interpretado por Kimberly Dos Ramos.
Actualmente tiene un canal de YouTube llamado Sazonando Con la Buenfil, donde habla de recetas cocinas.

## Filmografía

### Cine
- Candy Cruz (2023) -[1]
- Elemental (2023) - Gale Cumulus (voz)
- Of boys and planes (2014) - Mom (cortometraje)
- El prófugo (1992) - Karla
- Ladrones de tumbas (1989) - Rebeca de la Huerta
- Cita con la muerte (1989) - Julieta
- Noche de terrock y brujas (1987) - Chelo Derecho (especial de televisión)
- Cementerio del terror (1985) - Lena
- Cosa fácil (1982) - Amiga de Elena
- El sexo de los ricos (1981) - Chica en motocicleta

### Telenovelas
- Fugitivas, en busca de la libertad (2024) - Martha Pineda, la Superiora[2]
- Perdona nuestros pecados (2023) - Estela Cáceres de Quiroga[3]
- Vencer el pasado (2021) - Carmen Medina de Cruz[4][5]
- La mexicana y el güero (2021) - Dra. Mónica Traven[6][7]
- Te doy la vida (2020) - Andrea Espinoza de Villaseñor[8]
- Por amar sin ley (2019) - Camila Balcázar de Alcocer
- La doble vida de Estela Carrillo (2017) - Mercy Toribio Vda. de Cabrera
- A que no me dejas (2015-2016) - Angélica Medina[9][10]
- La gata (2014) - Fela "La loca" / Blanca Rafaela Sánchez de De la Santa Cruz[11]
- Amores verdaderos (2012-2013) - Victoria Balvanera Gil de Brizz
- Triunfo del amor (2010-2011) - Antonieta Orozco
- Mar de amor (2009-2010) - Casilda de Briceño
- Mañana es para siempre (2008) - Montserrat Rivera de Elizalde
- Tormenta en el paraíso (2007-2008) - Patsy Sandoval
- Amor sin maquillaje (2007) - Laura
- Duelo de pasiones (2006) - Soledad Fuentes de Montellano
- Corazones al límite (2004) - Pilar de la Reguera
- Amarte es mi pecado (2004) - Gisela de López Monfort
- Así son ellas (2002-2003) - Dalia Marcelín
- Carita de ángel (2000-2001) - Policarpia Zambrano
- Tres mujeres (1999-2000) - Bárbara Uriarte de Espinoza
- El alma no tiene color (1997) - Diana Alcántara
- Marisol (1996) - Marisol Garcés del Valle / Verónica Soriano
- Vida robada (1991-1992) - Gabriela Durán / Leticia Avelar
- Amor en silencio (1988) - Marisela Ocampo Trejo / Ana Silva Ocampo
- El engaño (1986) - Marcela Estévez
- Angélica (1985) - Angélica Estrada
- El maleficio (1983-1984) - Vicky De Martino
- El derecho de nacer (1981-1982) - Cristina del Junco
- Aprendiendo a amar (1980-1981) - Natalia Peñaralda
- Ambición (1980) - Iris
- Conflictos de un médico (1980)
- Lágrimas negras (1979) - Verónica
- Añoranza (1979)
- La llama de tu amor (1979)
- El amor llegó más tarde (1979)
- Acompáñame (1977-1978)

### Programas
- ¿Qué dicen los famosos? (2023) - Invitada[12]
- Veo cómo cantas (2023) - Asesora[13]
- Esta historia me suena (2019) - Amanda[14][15]
- Doble Sentido (2016) - Invitada / Varios personajes
- Los simuladores (2009) - Sra. Valdez
- Desmadruga2 (2008) - Invitada / Varios personajes
- Hoy (2008) - Conductora invitada
- La rosa de Guadalupe (2008-2009) - Yolanda / Cielo
- Don Francisco presenta (2005) - Invitada
- Big Brother (2004) - Invitada
- La Hora Pico (2003) - Invitada
- Mujer, casos de la vida real (1990-2003) - Patricia Ramírez / Martha Carolina
- Erika (1997) - Conductora
- Xe-Tu Remix (1996) - Conductora invitada
- Premios TVyNovelas (1996) - Conductora
- ¿Qué nos pasa? (1985) - Cajera incompetente
- XE-TU (1982) - Conductora

### Teatro
- Terapia divina (2019)[16]
- El padre (2017) - Ana[17]
- Infidelidades (2015) - Fabiola[18]
- Volver al amor (2013) - Shirley (Monólogo)[19][20]
- Mujer busca hombre impotente para ser feliz (2011) - Sandra (Monólogo)
- 12 mujeres en pugna (2009) - Presidenta del jurado
- Una cena con movida reapertura II (2009) - Dora
- Una cena con movida reapertura I (2006) - Dora
- 5mujeres.com (2002-2004)
- Alta seducción (2001) - Truddy
- Una viuda sin sostén (1999)
- Madre solo hay una (1996)
- Una cena con movida (1995) - Dora
- Demasiado para una Noche (1992-1993)
- La Cenicienta (1984)
- Como tú lo deseas (1983)
- Nuestro amor de cada día (1982)

### Discografía
- Despertar al amor (1985) (Sencillo con el tema de la telenovela "Angélica")
- Se busca un corazón (1986) Producido por Honorio Herrero
- Perdóname (1986) (Sencillo con el tema de la telenovela "Cicatrices del alma")
- Soy mujer (1987)
- Cerca de ti (1990) Producido por Oscar Athié

## Premios y nominaciones

### Premios TVyNovelas
| Año  | Categoría                 | Programa/Telenovela              | Resultado |
| ---- | ------------------------- | -------------------------------- | --------- |
| 2018 | Mejor actriz coestelar    | La doble vida de Estela Carrillo | Nominada  |
| 2014 | Mejor actriz protagónica  | Amores verdaderos                | Ganadora  |
| 2000 | Mejor actriz protagónica  | Tres mujeres                     | Nominada  |
| 1997 | Mejor actriz protagónica  | Marisol                          | Nominada  |
| 1992 | Mejor actriz protagónica  | Vida robada                      | Nominada  |
| 1989 | Mejor actriz joven        | Amor en silencio                 | Ganadora  |
| 1986 | Mejor actriz protagónica  | Angélica                         | Nominada  |
| 1984 | Mejor revelación femenina | El maleficio                     | Nominada  |
| 1983 | Mejor conductora          | XE-TU                            | Ganadora  |

### Premios Bravo
| Categoría                | Telenovela        | Resultado |
| ------------------------ | ----------------- | --------- |
| Mejor actriz protagónica | Amores verdaderos | Ganadora  |

- Reconocimiento de Asociación Nacional de Locutores de México[23]

- Premio Global Quality Foundation 2016[24]

- Premio a la Mujer 2011[25]